# Pavonia longipilosa
Pavonia longipilosa är en malvaväxtart som beskrevs av M. Thulin. Pavonia longipilosa ingår i släktet påfågelsmalvor, och familjen malvaväxter. Inga underarter finns listade i Catalogue of Life.